# Австралійський м'ясний пиріг
Австралійський м'ясний пиріг — невеликий (розміром з долоню) м'ясний пиріг, начинкою для якого, як правило, слугує дрібно нарізане м'ясо або фарш, приправлений соусом; в якості інших інгредієнтів страви можуть виступати цибуля, гриби та сир.
Страва вважається національною в Австралії та Новій Зеландії — зокрема, так про нього відгукнувся 2003 року колишній прем'єр-міністр австралійського штату Новий Південний Уельс Боб Карр. Газетою The Guardian страва також названа «найвеличнішою» в австралійській кухні. У Новій Зеландії пиріг вважається невід'ємною стравою національної кухні.. Австралійська компанія Four'N'Twenty виробляє 50000 таких пирогів на годину; вважається, що середній австралієць з'їдає 12 м'ясних пирогів на рік.
Австралійський м'ясний пиріг є популярною закускою вболівальників австралійського футболу. В Австралії з 1990, а в Новій Зеландії з 1997 року проводяться щорічні конкурси з метою визначити найкращого виробника м'ясних пирогів.
Австралійський кулінар Роберт Маклін написав книгу про історію австралійського м'ясного пирога. На думку австралійського історика кулінарії Джанет Кларксон, ця страва була відома в Європі ще з часів Середньовіччя і розглядається в сучасній Австралії як національна через випадковий збіг обставин.